# Alfonsinska tabellerna

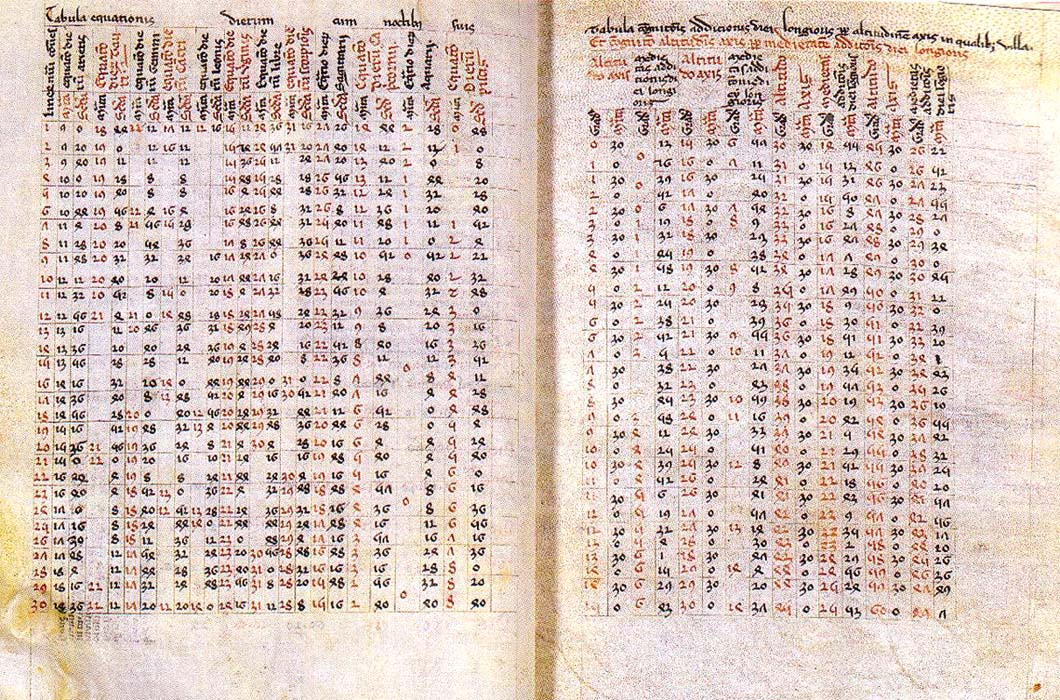
Del ur Alfonsinska tabellerna

De Alfonsinska tabellerna (latin: Tabulae Alphonsinae, spanska: Tablas Alfonsíes, ofta även Tabulae Alphonsine) är en historisk astronomisk tabellsamling, efemerid, för att beräkna planetpositioner. Tabellen utarbetades i slutet på 1200-talet i Toledo på uppdrag av Alfons X av Kastilien  . Verket utgör den första astronomiska tabellsamlingen i det kristna Europa .

## Tabellen
Tabellen var ett matematiskt instrument för att kunna beräkna positionerna och rörelserna för Solen, Månen och de fem planeterna Merkurius, Venus, Mars, Jupiter och Saturnus.
De Alfonsinska tabellerna bestämde årets längd till 365 dagar, 5 timmar, 49 minuter och 16 sekunder.
Tabellen förenklade de astronomiska positionsberäkningarna och kunde därmed användas utan de underliggande matematiska modellerna i de Ptolemæiska planettabellerna. Detta underlättade för de tidiga upptäcktsresorna till sjöss .

## Historia
Astronomiska beräkningar baserades hittills på de Ptolemæiska planettabellerna som hade utarbetats av Klaudios Ptolemaios redan på 100-talet . Dessa hade dock sedan längre tid befunnits vara otillräckligt exakta.
Alfonso X samlade ett femtiotal astronomer  under ledning av Jehuda ben Moses Cohen och Isak ben Sid  . Arbetet för att skapa de nya beräkningstabellerna baserades på iakttagelser av moriska astronomer.
Arbetet påbörjades år 1248 och avslutades kring år 1252 då det troligen presenterades i sin helhet för första gången  31 maj 1252  .
Verket är ursprungligen skrivet på spanska  och översattes senare till latin. Tabellen blev det mest inflytelserika astronomiska arbetet i Europa fram till 1600-talet  . Bland andra studerades verket av Nicolaus Copernicus vid Jagellonska universitetet i Kraków. Även Georg Peurbach använde sig av tabellerna i sin bok Theoricæ novæ planetarum, id est septem errantium siderum nec non octavi seu firmamenti som utkom 1472.
Den nya beräkningstabellen blev dock föga noggrannare då man precis som Ptolemaios förklarade planetbanorna genom epicykler .
Den 4 juli år 1483  utkom den första tryckta bokupplagan  utgiven av tyske boktryckaren Erhard Ratdolt i Venedig.